# Романг (остров)
Романг (индон. Pulau Romang), также известный как Рома, Ромону и Фаталуку — остров, входящий в группу островов Барат-Дая, Индонезия.
На Романге были обнаружены месторождения меди, золота, свинца, серебра, цинка и марганца.

## География

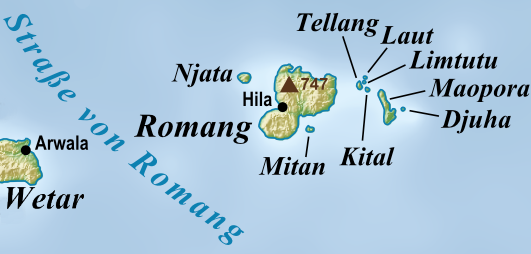
Романг и острова поблизости

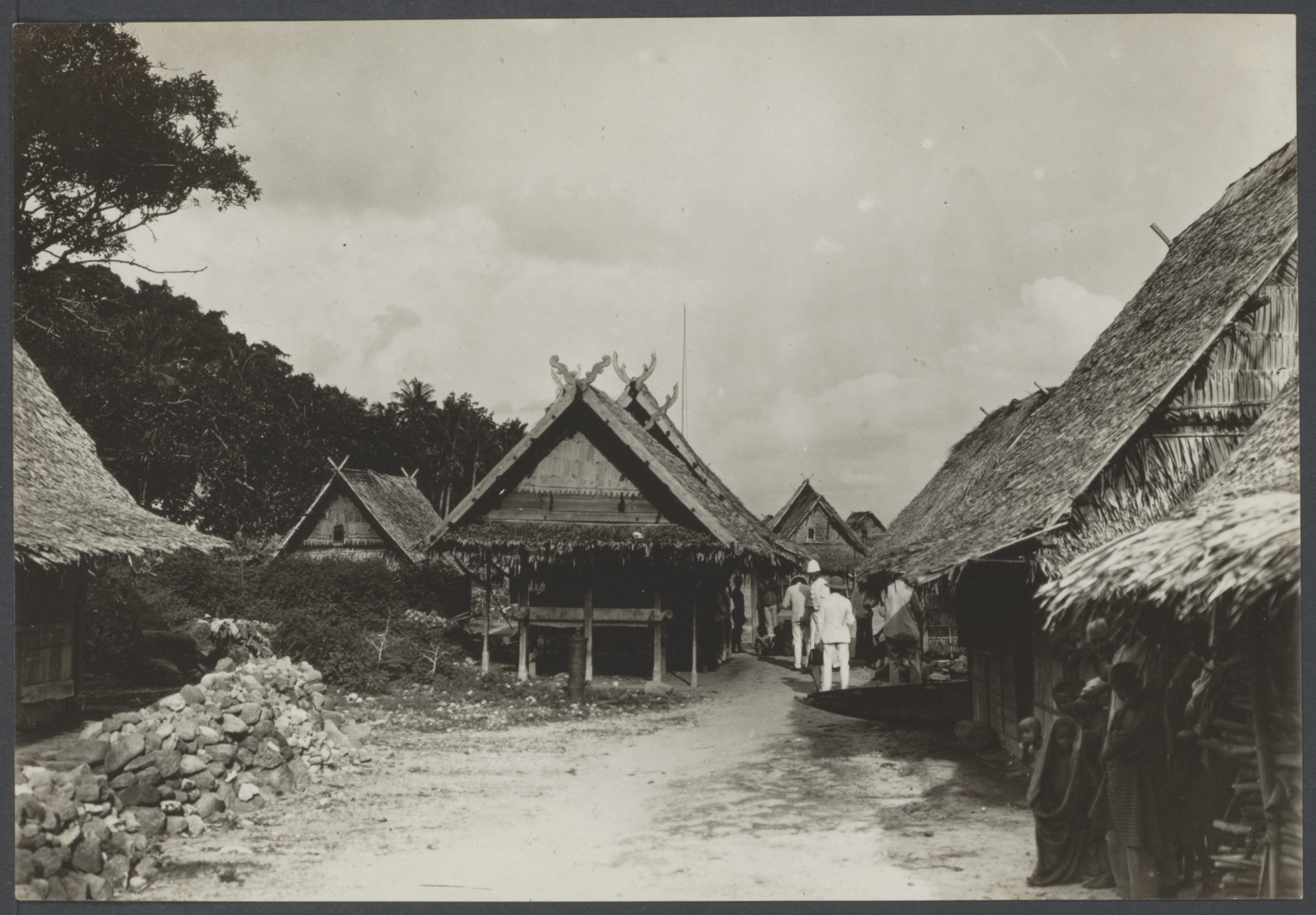
Деревня на острове, около 1900 года

Романг расположен к востоку от Ветара, от которого отделён Романгским проливом. К югу расположены острова Лети и Кисар. На западе находится Дамар с несколькими небольшими островами. Романг также окружен более мелкими островами. На северо-западе находится Нджата, на юго-западе Митан и на востоке Телланг, Лимтуту, Лаут, Китал, Маопора и Джуха.
Романг в административном плане относится к району Пулау-Пулау-Терселатан, который, в свою очередь, входит в состав округа Юго-Западное Малуку провинции Малуку.